# Tractat de Fort St. Stephens
El Tractat de Fort St. Stephens o Tractat de Choctaw Trading House fou signat el 26 d'octubre de 1816 entre els choctaws (una tribu d'amerindis dels Estats Units) i el govern dels Estats Units a la casa comercial choctaw. El tractat va cedir 10.000 acres (40 km²) de terres choctaw a l'est del riu Tombigbee. La terra fou canviada per 6.000 dòlars anuals durant vint anys. Això equivalia a 80.000 dòlars del 2008.

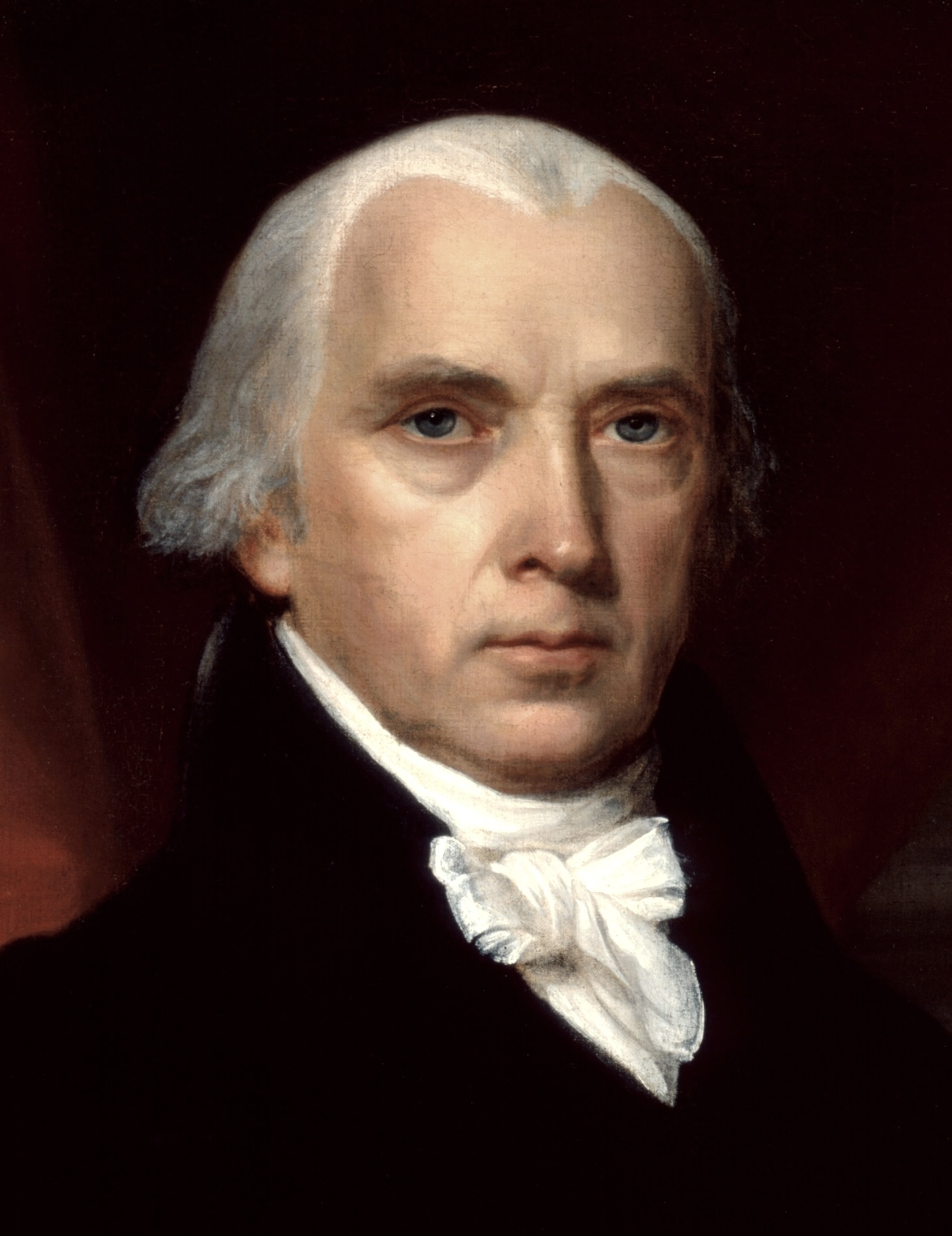
James Madison

## Termes
El preàmbul comença amb,
| «                                     | James Madison, President dels Estats Units d'Amèrica, pel general John Coffee, John Rhea, i John M'Kee, comissionats plenipotenciaris dels Estats Units, degudament autoritzats per a aquest propòsit, d'una banda, i els mingos, homes i guerrers principals de la nació choctaw, en consell reunit, per altra banda, han redactat els següents articles, que, en ser ratificats pel president dels Estats Units, amb el consell i consentiment del Senat, seran obligatoris per a les dues parts ... | » |
| — -Tractat de Fort St. Stephens, 1816 | |   |

1. Terres cedides
2. Pagament als choctaw de 6.000 dòlars anuals durant 20 anys i 10.000 en mercaderies.

## Signataris
John Coffee, John Rhea, John McKee, Mushoolatubbee, Pooshamallaha, Pukshunnubbu, General Terror, Choctaw Eestannokee, General Humming Bird, Talking warrior, David Folsom, Bob Cole, Oofuppa, Hoopoieeskitteenee, Hoopoieemiko, i Hoopoieethoma.
Testimonis: Tho. H. Williams, secretari de la comissió; John Pitchlynn, intèrpret; Turner Broshear, intèrpret; M. Mackey, intèrpret; Silas Dinsmoor; i R. Chamberlin.